# William C. Nell Residence
Als William C. Nell Residence (auch bekannt als James Scott and William C. Nell House) ist seit 1976 das ehemalige Wohnhaus des Abolitionisten William Cooper Nell mit dem Status einer National Historic Landmark im National Register of Historic Places eingetragen. Das Gebäude befindet sich im Bostoner Stadtteil Beacon Hill im Bundesstaat Massachusetts der Vereinigten Staaten und ist bereits seit 1966 Contributing Property des Beacon Hill Historic District. Es ist Bestandteil des Black Heritage Trail und eine der Stationen von Rundgängen mit Startpunkt an der Boston African American National Historic Site.

## Architektur
Das im Federal Style auf einem Ziegelfundament errichtete Haus besteht mit Ausnahme der rückwärtigen, aus Ziegelsteinen fensterlos gemauerten Wände vollständig aus Holz und ist drei Joche breit sowie drei Stockwerke hoch. An den beiden schmalen Enden des im Wesentlichen in blassgelber Farbe angestrichenen Gebäudes wurde jeweils ein zweistöckiger Anbau hinzugefügt. Das Dach steigt sanft von Süd nach Nord an und ist mit Asphalt-Schindeln gedeckt. Die Mauer der Rückseite ragt leicht über das Dach hinaus und bildet damit eine niedrige Brüstung.
Zum Haupteingang führt eine einzelne Granitstufe hinauf, die mutmaßlich im Originalzustand erhalten ist. Der Eingang wird von leicht konvex ausgeführten Pilastern flankiert, die einen schmalen, schmucklosen Architrav tragen, der vom Fries durch konkave Stäbe abgesetzt ist. Oberhalb des Frieses führt ein Gesims horizontal bis zu den jeweiligen Enden des Jochs. Die Eingangstür wurde zu einem unbekannten Zeitpunkt erneuert und entspricht daher nicht mehr dem Original.

## Historische Bedeutung
Der 1816 geborene William Cooper Nell lebte von 1851 bis 1856 in diesem Haus und war 1855 der erste Afroamerikaner, der ein Buch über die Geschichte der Schwarzen Bevölkerung veröffentlichte. Darin brachte er vor allem seine Unterstützung für die Beteiligung von Afroamerikanern am Amerikanischen Unabhängigkeitskrieg sowie am Britisch-Amerikanischen Krieg zum Ausdruck. Er befürwortete darüber hinaus die Abschaffung der Sklaverei und die Beteiligung von Afroamerikanern am Sezessionskrieg. Nell war zudem der erste Schwarze, der als Bostoner Postangestellter eine berufliche Position auf Bundesebene innehatte.